# طوق معدني
الطَوْق المعدنيّ هو طوق كبير صلب مصنوع من المعدن، مصنوع إما من قطعة واحدة أو من خيوط ملتوية معًا.